# Daikatana
Daikatana (大刀) es un videojuego de disparos en primera persona desarrollado por Ion Storm y publicado por Eidos Interactive para PC y Nintendo 64 en mayo de 2000. 

## Desarrollo
Desde etapas muy tempranas del desarrollo del videojuego, fue publicitado de forma agresiva como el producto de John Romero, un hombre famoso por su trabajo en id Software en el desarrollo de Quake y la serie Doom. Una de las campañas publicitarias más desafortunadas en la historia de los videojuegos es la inicial de Daikatana, en que un póster rojo con grandes letras negras proclamaba "John Romero's about to make you his bitch" ("John Romero está a punto de convertirte en su puta"). No había nada más en el póster salvo un pequeño escrito que decía "Suck It Down" ("Trágatelo") y un logotipo de Ion Storm.
A principios de 1997, se desarrollaba con el motor de Quake, en donde al personaje se le asignaba una sola arma y 16 monstruos por cada zona espaciotemporal. Con la llegada de Quake II, John Romero decidió migrar el juego al nuevo motor, Id Tech 2. Debido a la rivalidad entre ID Software y Ion Storm, no era posible lanzar la beta del juego en el E3. Esto, sumado a los retrasos, Ion Storm empezó a desarrollar en paralelo Anachronox, Dominion: Storm Over Gift 3 y finalmente Deus Ex.
Cuando el juego se lanzó en 2000, recibió críticas negativas en cuanto al framerate bajo, gráficos desactualizados, efectos de sonido repetitivos y a los problemas de inteligencia artificial, además de venderse al menos 40 000 copias en vez de 2,5 millones como planeaba la empresa.
Daikatana se retrasó numerosas veces desde su concepción a principios de 1997 hasta su lanzamiento definitivo en 2000, y para entonces id Software ya había puesto a la venta Quake III, con lo que era seguro que Daikatana no podía competir tecnológicamente con su motor Quake II. Esto, unido a la animadversión que resultó de las fechas perdidas de lanzamiento y el póster mencionado anteriormente, contribuyó enormemente a que Daikatana se convirtiera en un fracaso colosal, y a que la reputación de Romero como desarrollador de videojuegos se manchara aparentemente para siempre.

## Videojuego de Game Boy Color
Una adaptación para Game Boy Color del mismo juego fue comercializada exclusivamente en Europa y Japón, ya que en América la desfavorable recepción del título original en PC y Nintendo 64 conllevó a la cancelación de la distribución de esta versión. Asimismo, la mecánica de este Daikatana en la portátil de Nintendo se asemeja a los clásicos The Legend of Zelda, por lo cual recibió irónicamente críticas más favorables en comparación a su contraparte. En Europa, la distribución corrió a manos de Kemco, mientras que en Japón lo fue en exclusiva por medio del formato de cartuchos Nintendo Power.